# Filmworks XXIII: el General
Filmworks XXIII: el General est un album de John Zorn paru sur le label Tzadik en 2009. Il s'agit de la musique composée pour un documentaire de Natalia Almada sur le dictateur mexicain Plutarco Elías Calles.

## Titres
| 1.    | Los Cristeros                | 4:26 |
| 2.    | El General                   | 4:56 |
| 3.    | Besos De Sangre              | 7:25 |
| 4.    | Maximato                     | 2:51 |
| 5.    | Soviet Mexico                | 3:42 |
| 6.    | Lagrimas Para Ti             | 2:58 |
| 7.    | Mala Suerte                  | 5:44 |
| 8.    | Exilio                       | 3:21 |
| 9.    | Recuerdos                    | 2:58 |
| 10.   | Besos De Sangre (Piano Trio) | 5:45 |
| 11.   | Exactamente Eso              | 5:29 |
| 49:35 |                              |      |

## Personnel
- Rob Burger - piano, accordéon
- Greg Cohen - basse
- Marc Ribot - guitares
- Kenny Wollesen - marimba basse, vibraphone, batterie